# Liste der Monuments historiques in Veilly
Die Liste der Monuments historiques in Veilly führt die Monuments historiques in der französischen Gemeinde Veilly auf.

## Liste der Objekte
| Bezeichnung                  | Beschreibung                                                  | Standort                                                 | Kennzeichnung | Schutzstatus | Datum | Bild |
| ---------------------------- | ------------------------------------------------------------- | -------------------------------------------------------- | ------------- | ------------ | ----- | ---- |
| Sakramentshaus               | Holz, 15. Jahrhundert                                         | in der Kirche St-Cassien (Lage)                          | PM21002609    | Classé       | 1912  |      |
| Skulptur Madonna mit Kind    | Holz, farbig gefasst, 15. Jahrhundert                         | in der Kirche St-Cassien (Lage)                          | PM21002431    | Classé       | 1912  |      |
| Skulptur eines Bischofs (1)  | Kalkstein, farbig gefasst, zweite Hälfte des 15. Jahrhunderts | in der Kirche St-Cassien (Lage)                          | PM21002432    | Classé       | 1957  |      |
| Skulptur eines Bischofs (2)  | Kalkstein, um 1500                                            | in der Kirche St-Cassien (Lage)                          | PM21002433    | Classé       | 1957  |      |
| Skulptur Schutzmantelmadonna | Kalkstein, farbig gefasst, 16. Jahrhundert                    | in der Friedhofskapelle Notre-Dame-de-Consolation (Lage) | PM21002434    | Classé       | 1912  |      |
| Zwei Kirchenbänke            | Holz, 15. Jahrhundert                                         | in der Friedhofskapelle Notre-Dame-de-Consolation (Lage) | PM21002435    | Classé       | 1912  |      |